# Епифаний (Карагеоргос)
Митрополи́т Епифа́ний (греч. Μητροπολίτης Επιφάνιος Καραγεώργος; род. 23 ноября 1971 или 1971, Triandeika или Агринион) — епископ Элладской православной церкви, митрополит Мантинейский и Кинурийский (с 2024).

## Биография
Родился в 1971 году в Агринионе.
6 декабря 1998 года в Этолийской и Акарнанийской митрополии был хиротонисан во диакона, а 31 мая 1999 года — во пресвитера.
25 ноября 2005 года возведён в достоинство архимандрита.
В 2011 году окончил богословский институт Афинского университета и с 2012 по 2023 год был протосинкеллом Этолийской и Акарнанийской митрополии.
9 октября 2023 года был Священным синодом иерархии Элладской православной церкви был избран для рукоположения в сан епископа Талантийского, викария Афинской архиепископии (другими кандидатами были архимандриты Филофей Николакис и Симеон Калопанайотис).
29 октября 2023 года в Благовещенском кафедральном соборе в Афинах был хиротонисан во епископа Талантийского. Хиротонию совершили: архиепископ Афинский Иероним, митрополиты Нафпактский Иерофей, Сидирокастронский Макарий, Патрский Хризостом, Сингапурский Константин (Константинопольская православная церковь), Иерисский Феоклит, Маронийский и Комотиниский Пантелеимон (Мутафис), Фтиотидский Симеон (Волиотис) и Киншасский Феодосий (Цицивос) (Александрийская православная церковь).
4 октября 2024 года был избран (66 голосами из 77) митрополитом Мантинейским и Кинурийским (другими кандидатами были: епископ Тегейский Феоклит (Дулиас) — 9 голосов и архимандрит Серафим (Димитриу) — 1 голос; один бюллетень был пустым).